# Ishëm
De Ishëm (ook: Ishmi) is een rivier in Centraal-Albanië. De rivier verzorgt de afwatering van het gebied rond de hoofdstad Tirana, die aan een aantal van haar bronrivieren ligt: de Tiranë en de Lanë. De Ishëm heeft een stroomgebied van 673 km², en inclusief haar langste bronrivier, een lengte van bijna 80 km.
De verschillende bronrivieren krijgen vanaf de samenvloeiing van de Gjolë en de Zezë de naam Ishëm, die ter hoogte van Laç de Adriatische Zee bereikt.
Bistricë · Bunë · Cem · Devoll · Drin · Drino · Erzen · Fan · Gjanicë · Ishëm · Kir · Lanë · Mat · Osum · Seman · Shalë · Shkumbin · Shushicë · Valbonë · Vjosë